# Rockwell X-30

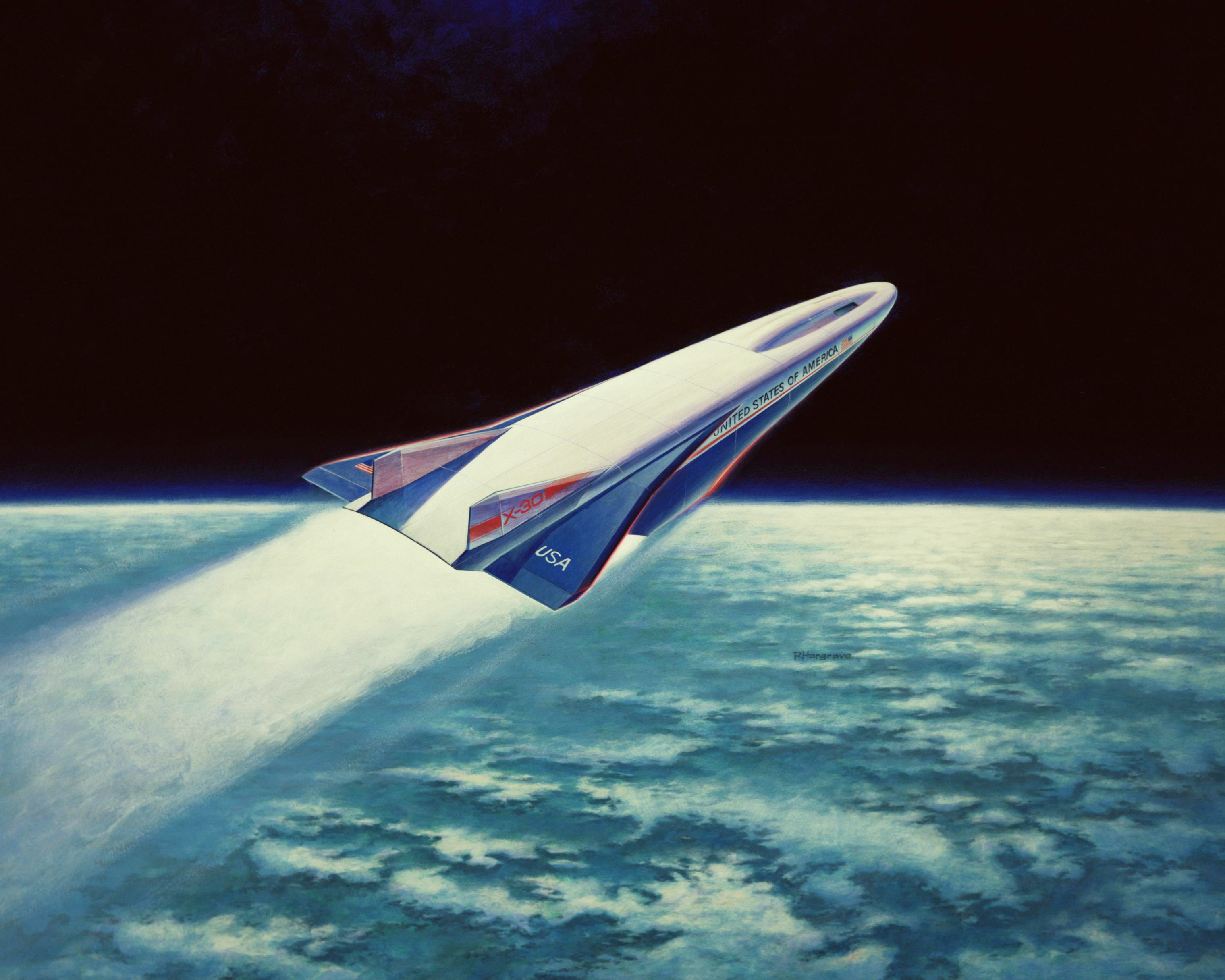
Rockwell X-30

De X-30 ook bekend als de National Aero-Space Plane (NASP) was een Amerikaans project om een voertuig te maken dat met een trap in de ruimte kan komen (single stage to orbit). Het project werd echter gestopt voor een prototype werd gebouwd.

## Ontwerp
De NASP kwam van het copper canyon project. In 1986 zei president Ronald Reagan dat aan het eind van het decennium een voertuig moest kunnen opstijgen van Dulles Airport, Mach 25 moest halen, een lage baan om de aarde kon bereiken of om in twee uur van de V.S naar Tokio moest kunnen vliegen.

## Specificaties
- Lengte: 95,7 m
- Diameter: 15,8 m
- Motor: 1 scramjet met 1400 (kilonewton) stuwkracht
- Leeggewicht 59.854 kg
- Volgewicht 136.078 kg

## Prestaties
- Maximale snelheid: 37.000 km/h (mach 30)
- Maximale hoogte: 457,4 km
- Brandtijd: 889 s

X-1 · X-2 · X-3 · X-4 · X-5 · X-6 · X-7 · X-8 · X-9 · X-10 · X-11 · X-12 · X-13 · X-14 · X-15 · X-16 · X-17 · X-18 · X-19 · X-20 · X-21 · X-22 · X-23 · X-24 · X-25 · X-26 · X-27 · X-28 · X-29 · X-30 · X-31 · X-32 · X-33 · X-34 · X-35 · X-36 · X-37 · X-38 · X-39 · X-40 · X-41 · X-42 · X-43 · X-44 · X-45 · X-46 · X-47 · X-48 · X-49 · X-50 · X-51 · X-53 · X-57 ·  X-59